# Arhytis laticeps
Arhytis laticeps är en stekelart som beskrevs av Gupta 1983. Arhytis laticeps ingår i släktet Arhytis och familjen brokparasitsteklar. Inga underarter finns listade.